# リンパ球
リンパ球（リンパきゅう、英: lymphocyte）は、脊椎動物の免疫系における白血球のサブタイプの一つである。リンパ球にはナチュラルキラー細胞（NK細胞とも、自然免疫、獲得免疫の細胞性免疫、細胞傷害性において機能する）、T細胞（自然免疫、獲得免疫の液性免疫、細胞性免疫、細胞傷害性において機能する）、B細胞（獲得免疫の液性免疫、抗体産生を担う）がある。これらはリンパ中で見られる主要な細胞種であり、そこからリンパ球と呼ばれる。

## 種類

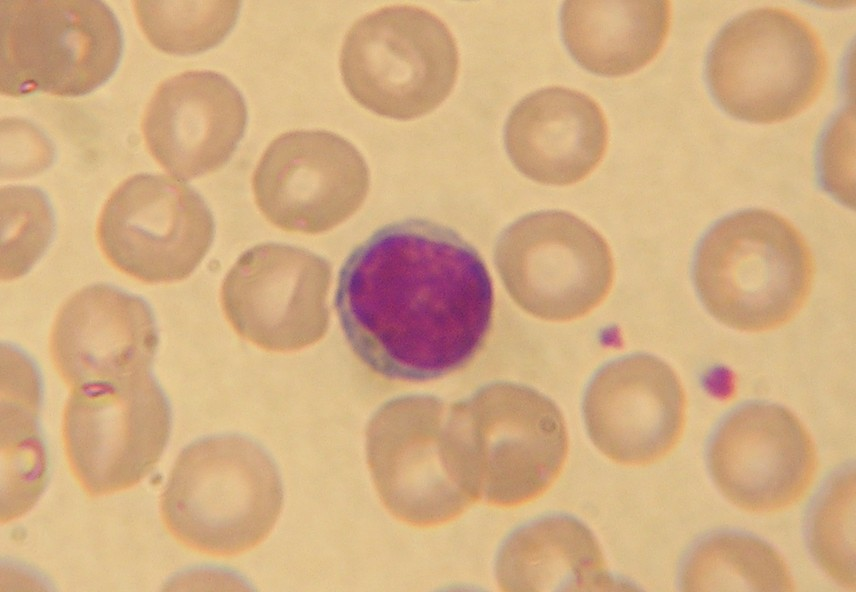
赤血球に取り囲まれた染色されたリンパ球。光学顕微鏡を用いて観察

リンパ球の3つの主要な種類は、T細胞、B細胞、ナチュラルキラー細胞（NK細胞）である。リンパ球はそれらの大きな核によって同定することができる。

### T細胞およびB細胞
T細胞（胸腺thymusに由来）およびB細胞（骨髄bone marrowあるいはファブリキウス嚢bursa of Fabricius由来）は適応免疫応答の主要な細胞成分である。T細胞とB細胞の機能は、抗原提示と呼ばれる過程の間に特異的な「非自己」抗原を認識することである。抗原が侵入者であると同定されば、これらの細胞は特定の病原体または病原体に感染された細胞を最大限に排除するよう仕立てられた特異的応答を生み出す。B細胞は、大量の抗体を生産し、細菌やウイルスのような異物を中和することによって病原体に応答する。病原体に応答して、「ヘルパーT細胞」と呼ばれる一部のT細胞は免疫応答を指示するサイトカインを生産するのに対して、「細胞傷害性T細胞」と呼ばれる別のT細胞は病原体感染細胞の死を誘導する強力な酵素を含む顆粒を生産する。活性化後、B細胞とT細胞は、「メモリー細胞」の形で自身が遭遇した抗原の持続的な遺産を残す。動物の一生を通じて、これらのメモリー細胞は遭遇した個々の特異的病原体を「記憶」し、その病原体が再び検出されれば強力かつ素早い応答を開始することができる。

### ナチュラルキラー細胞
NK細胞は自然免疫系の一部であり、腫瘍およびウイルス感染細胞からの宿主の防御において主要な役割を果たす。NK細胞はMHC（主要組織適合遺伝子複合体）クラスIと呼ばれる表面分子の変化を認識することによって、正常細胞および非感染細胞から感染細胞および腫瘍を区別する。NK細胞はインターフェロンと呼ばれるサイトカインのファミリーに応答して活性化される。活性化されたNK細胞は細胞傷害性顆粒を放出し、変化した細胞を破壊する。「ナチュラルキラー細胞」という名称は、MHCクラスIを欠く細胞を殺すために事前の活性化を必要としないことから付けられた。

## 発生

血液細胞の発生

哺乳類の幹細胞は骨髄内で複数の血液細胞へと分化する。この過程は造血と呼ばれる。全てのリンパ球は共通のリンパ前駆細胞が起源である。リンパ球の分化は様々な経路に従う。リンパ球の形成はリンパ球造血と呼ばれる。B細胞は鳥類におけるファブリキウス嚢（腸のパイエル板に位置すると考えられている）の等価器官（ヒトでは腸管関連リンパ組織）においてBリンパ球へと成熟するのに対して、T細胞は胸腺と呼ばれる異なる器官へと移動し、成熟する。成熟後、リンパ球は循環および末梢リンパ系器官（例えば脾臓およびリンパ節）へ入り、侵入する病原体や腫瘍細胞を検査する。
適応免疫に関与するリンパ球（すなわちB細胞およびT細胞）は、抗原に暴露された後でさらに分化し、エフェクターならびにメモリーリンパ球を形成する。エフェクターリンパ球は、抗体（B細胞の場合）、細胞傷害性顆粒（細胞傷害性T細胞）を放出することによって、または免疫系の他の細胞へとシグナルを伝達する（ヘルパーT細胞）ことによって抗原を排除するために機能する。メモリーT細胞は末梢組織および循環系に長期間留まり、将来同じ抗原に暴露された時に応答するために備える。メモリーT細胞は数週間、数年、一生生存し、これは他の白血球に比べて非常に長い。

## 特徴

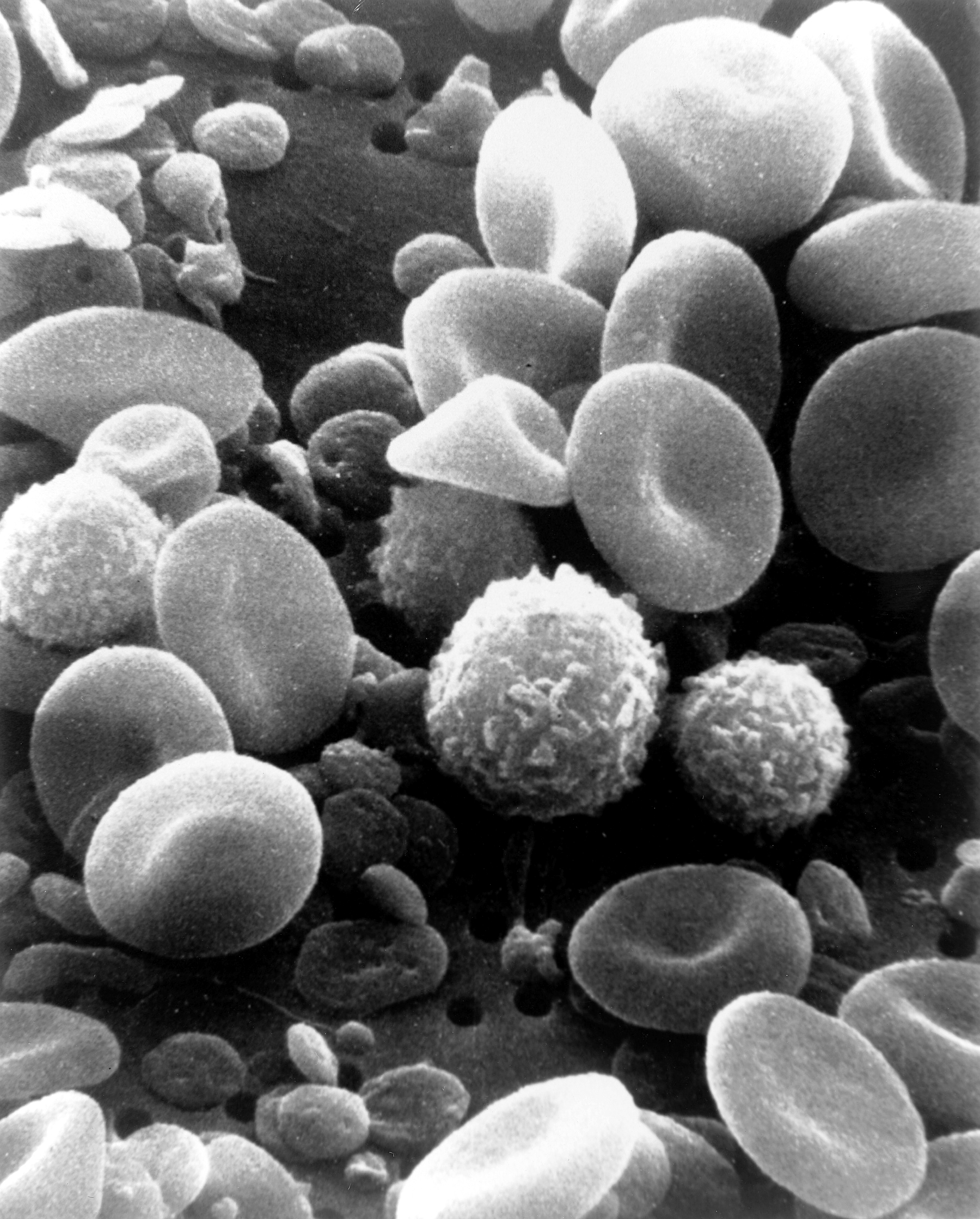
ヒトの正常な循環血液の走査型電子顕微鏡画像。赤血球、リンパ球、単球、好中球を含む白血球、多くの小さな血小板が示されている。

ライト染色された末梢血塗抹標本を顕微鏡的に見ると、正常なリンパ球は大型で、暗く染色された核を持ち、好酸性細胞質は皆無かそれに近い。正常な状態では、リンパ球の粗く、密な核は赤血球の大きさに近い（直径約7 μm）。一部のリンパ球は核の周囲にクリアな核近傍領域（ハロ）を示すか、核の片側に小さくクリアな領域を示す。ポリリボソームはリンパ球における際立った特徴であり、電子顕微鏡を使って見ることができる。リボソームはタンパク質合成に関与し、これらの細胞における大量のサイトカインおよび免疫グロブリンの生成を可能にする。
末梢血塗抹標本においてT細胞とB細胞を区別することは不可能である。通常、フローサイトメトリー検査が特定のリンパ球数の計数に使われる。フローサイトメトリーを用いることで、免疫グロブリンまたは分化抗原群（CD）マーカーといった特異的細胞表面タンパク質の固有の組合せを含むリンパ球または特有のタンパク質（例えば、細胞内サイトカイン染色を使用してサイトカイン）を生産するリンパ球の割合を特異的に決定することができる。リンパ球が生成するタンパク質に基づいてリンパ球の機能を研究するため、 ELISPOTや分泌測定のような手法を使うことができる。
| 分類            | 機能                                                   | 比率         | 表現型マーカー              |
| NK細胞          | ウイルス感染細胞および腫瘍細胞の溶解                   | 7% (2-13%)   | CD16、CD56、しかしCD3は陰性 |
| ヘルパーT細胞   | 他の免疫細胞を制御するサイトカインおよび成長因子の放出 | 46% (28-59%) | TCRαβ、CD3、CD4             |
| 細胞傷害性T細胞 | ウイルス感染細胞、腫瘍細胞、同種移植片の溶解           | 19% (13-32%) | TCRαβ、CD3、CD8             |
| γδT細胞         | 免疫制御と細胞傷害                                     | 5% (2%-8%)   | TCRγδ、CD3                  |
| B細胞           | 抗体の分泌                                             | 23% (18-47%) | MHCクラスII、CD19、CD21     |

循環系において、リンパ球はリンパ節からリンパ節へと移動する。これは、むしろリンパ節から動かないマクロファージと対照的である。

## リンパ球と病気
リンパ球の計数は大抵、末梢全血球計算の一部であり、計数された白血球の総数に対するリンパ球のパーセンテージで表わされる。
リンパ球の数の一般的増加はリンパ球増多症と呼ばれる。それに対して低下はリンパ球減少症である。

### 高いリンパ球濃度
リンパ球濃度の増加は大抵、ウイルス感染の兆候である（まれではあるが、リンパ球数の異常な増加から白血病が見つかることがある）。高いリンパ球数と低い好中球数はリンパ腫によって引き起こされているかもしれない。以前はリンパ球増加促進因子と呼ばれていた百日咳毒素はリンパ節へのリンパ球の流入を低下させ、これによってリンパ球増加症と呼ばれる症状（全リンパ球数が大人では >4,000/μL、子供では >8,000/μL）がもたらされる。これは、多くの細菌感染では代わりに好中球優位が示されるという点で特有である。

### 低いリンパ球濃度
低いリンパ球濃度は、外科手術あるいは外傷後の感染リスクの増大と関連している。
低いT細胞リンパ球の一つの原因は、ヒト免疫不全ウイルス（HIV）がT細胞（特にTリンパ球のCD4+サブグループ）に感染し破壊した時に起こる。これらのT細胞が提供する重要な防御なしでは、人体は日和見感染しやすくなる。HIVの進行の程度は患者の血液中のCD4+ T細胞の割合を計測することによって決定される。HIV感染は最終的には後天性免疫不全症候群（AIDS）へと進行する。その他のウイルスまたはリンパ球疾患の影響は、血液中に存在するリンパ球の数を数えることによって見積ることもできる。

### 腫瘍浸潤性リンパ球
一部のがん（例えばメラノーマや大腸癌）では、リンパ球は腫瘍へと移動し、攻撃することができる。これによって原発腫瘍の退縮が引き起こされうる。

## 血液成分

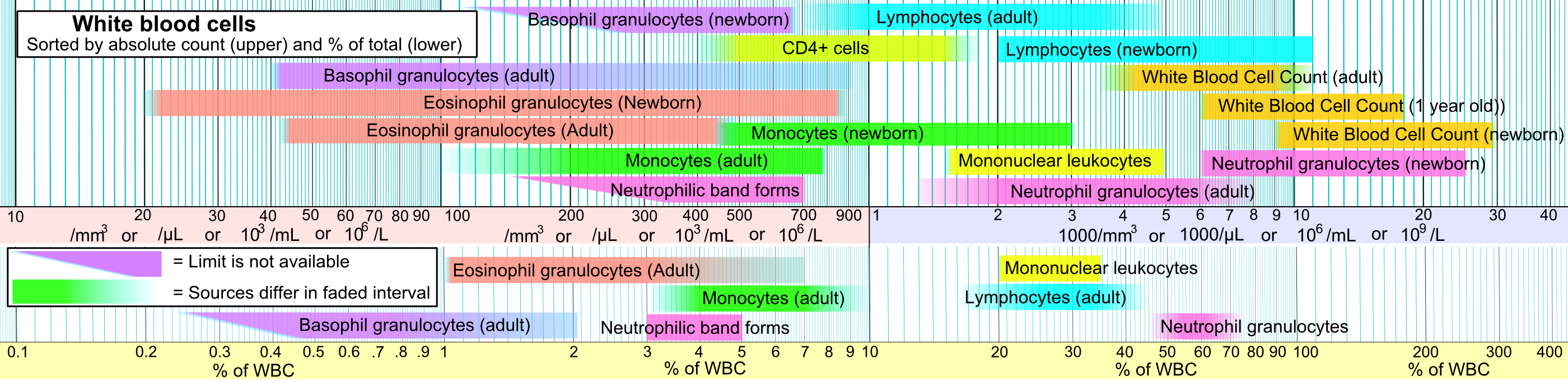
白血球の血液検査の参考基準値。リンパ球は青で示されている。